# Campeonato Mundial de Ciclismo en Pista de 1894

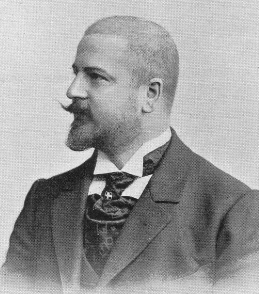
Foto de August Lehr, ciclista Alemán. Medalla dorada en la disciplina de velocidad, Campeonato Mundial de Ciclismo de pista en 1894.

El II Campeonato Mundial de Ciclismo en Pista se celebró en Amberes (Bélgica) el 12 y el 13 de agosto de 1894 bajo la organización de la Asociación Ciclista Internacional y la Federación Belga de Ciclismo.
En total se disputaron 3 pruebas para ciclistas aficionados o amateur.

## Medallistas
| Evento      | Oro                      | Plata                    | Bronce                          |
| ----------- | ------------------------ | ------------------------ | ------------------------------- |
| Velocidad   | August Lehr Alemania     | Jaap Eden · Países Bajos | William Broadbridge Reino Unido |
| Medio fondo | Wilhelm Henie · Noruega  | Jack Green Reino Unido   | Jan Van Oolen · Bélgica         |
| 10 km       | Jaap Eden · Países Bajos | John Green Reino Unido   | Tommy Osborne Reino Unido       |

## Medallero
| Núm. | País         | Oro | Plata | Bronce | Total |
| ---- | ------------ | --- | ----- | ------ | ----- |
| 1    | Países Bajos | 1   | 1     | 0      | 2     |
| 2    | Alemania     | 1   | 0     | 0      | 1     |
| 2    | Noruega      | 1   | 0     | 0      | 1     |
| 4    | Reino Unido  | 0   | 2     | 2      | 4     |
| 5    | Bélgica      | 0   | 0     | 1      | 1     |
|      | TOTAL        | 3   | 3     | 3      | 9     |